# Mantviliškis
Mantviliškis är en ort i Litauen. Den ligger i den centrala delen av landet, 120 km nordväst om huvudstaden Vilnius. Mantviliškis ligger 75 meter över havet och antalet invånare är 262.
Terrängen runt Mantviliškis är platt. Runt Mantviliškis är det ganska glesbefolkat, med 42 invånare per kvadratkilometer. Närmaste större samhälle är Kėdainiai, 18,4 km sydost om Mantviliškis. Omgivningarna runt Mantviliškis är en mosaik av jordbruksmark och naturlig växtlighet.